# Puchar Karaibów w piłce nożnej 2014
Puchar Karaibów 2014 – osiemnasta edycja turnieju piłkarskiego o miano najlepszej reprezentacji zrzeszonej w Caribbean Football Union, jednej z podstref konfederacji CONCACAF. Turniej rozegrano w Jamajce w dniach 11–18 listopada 2014.
Jamajka jako gospodarz oraz Kuba jako obrońca tytułu miały zapewniony udział w turnieju finałowym, a pozostałych uczestników wyłoniono w eliminacjach. Cztery najlepsze zespoły kwalifikowały się do Złotego Pucharu CONCACAF 2015.

## Eliminacje
Źródło:

## Stadiony
| Montego Bay Sports Complex                      |
| Pojemność: 9 000                                |
|                                                 |
| Montego Bay Miasto-organizator na mapie Jamajki |

## Faza Grupowa
Legenda:
| Awans do finału   |
| Mecz o 3. miejsce |

### Grupa A
| Zespół            | Pkt | M | W | R | P | Br+ | Br− | +/− |
| ----------------- | --- | - | - | - | - | --- | --- | --- |
| Trynidad i Tobago | 7   | 3 | 2 | 1 | 0 | 7   | 4   | +3  |
| Kuba              | 5   | 3 | 1 | 2 | 0 | 4   | 3   | +1  |
| Gujana Francuska  | 4   | 3 | 1 | 1 | 1 | 7   | 6   | +1  |
| Curaçao           | 0   | 3 | 0 | 0 | 3 | 5   | 10  | -5  |

| 11 listopada 2014 17:00 | Curaçao · Meulens 18' · Maria 48' | 2 : 3(1:2)Raport | Trynidad i Tobago · 26' (k), 38' Jones · 52' Molino | Montego Bay Sports Complex, Montego Bay Sędzia: Trevor Taylor |
|                         |                                   |                  |                                                     |                                                               |

| 11 listopada 2014 20:00 | Kuba · Martínez 57' | 1 : 1(0:0)Raport | Gujana Francuska · 90+4' Solvi | Montego Bay Sports Complex, Montego Bay Sędzia: Joel Aguilar |
|                         |                     |                  |                                |                                                              |

| 13 listopada 2014 17:30 | Trynidad i Tobago · Molino 17', 58' · Peltier 62' (k) · Guerra 90+2' | 4 : 2(1:0)Raport | Gujana Francuska · 64' Saint-Clair · 84' Legrand | Montego Bay Sports Complex, Montego Bay Sędzia: Sandy Vásquez |
|                         |                                                                      |                  |                                                  |                                                               |

| 13 listopada 2014 20:00 | Curaçao · Prince Rajcomar 45' · Nepomuceno 69' | 2 : 3(1:1)Raport | Kuba · 15' Corrales · 51' López · 90+5' Leiva | Montego Bay Sports Complex, Montego Bay Sędzia: Wilson Da Costa |
|                         |                                                |                  |                                               |                                                                 |

| 15 listopada 2014 17:30 | Gujana Francuska · Saint-Clair 18' · Fabien 26', 64' · Adipi 34' | 4 : 1(3:0)Raport | Curaçao · 52' Meulens | Montego Bay Sports Complex, Montego Bay Sędzia: Leo Clarke |
|                         |                                                                  |                  |                       |                                                            |

| 15 listopada 2014 20:00 | Kuba | 0 : 0Raport | Trynidad i Tobago | Montego Bay Sports Complex, Montego Bay Sędzia: Trevor Taylor |
|                         |      |             |                   |                                                               |

### Grupa B
| Zespół            | Pkt | M | W | R | P | Br+ | Br− | +/− |
| ----------------- | --- | - | - | - | - | --- | --- | --- |
| Jamajka           | 7   | 3 | 2 | 1 | 0 | 6   | 1   | +5  |
| Haiti             | 4   | 3 | 1 | 1 | 1 | 5   | 4   | +1  |
| Martynika         | 4   | 3 | 1 | 1 | 1 | 3   | 4   | -1  |
| Antigua i Barbuda | 1   | 3 | 0 | 1 | 2 | 2   | 7   | -5  |

| 12 listopada 2014 17:30 | Haiti · Alcénat 23' · Belfort 36' | 2 : 2(2:0)Raport | Antigua i Barbuda · 58' Weston · 60' Byers | Montego Bay Sports Complex, Montego Bay Sędzia: Leo Clarke |
|                         |                                   |                  |                                            |                                                            |

| 12 listopada 2014 20:00 | Jamajka · Mattocks 13' | 1 : 1(1:1)Raport | Martynika · 29' Arquin | Montego Bay Sports Complex, Montego Bay Sędzia: Roberto García Orozco |
|                         |                        |                  |                        |                                                                       |

| 14 listopada 2014 17:30 | Martynika | 0 : 3(0:0)Raport | Haiti · 52' Guerrier · 63', 90' Belfort | Montego Bay Sports Complex, Montego Bay Sędzia: Sherwin Moore |
|                         |           |                  |                                         |                                                               |

| 14 listopada 2014 20:00 | Jamajka · Lawrence 30' · Mattocks 43' · Austin 88' | 3 : 0(2:0)Raport | Antigua i Barbuda | Montego Bay Sports Complex, Montego Bay Sędzia: Ricardo Cerdas |
|                         |                                                    |                  |                   |                                                                |

| 16 listopada 2014 17:30 | Antigua i Barbuda | 0 : 2(0:0)Raport | Martynika · 57' Buval · 90' Goron | Montego Bay Sports Complex, Montego Bay Sędzia: Roberto García Orozco |
|                         |                   |                  |                                   |                                                                       |

| 16 listopada 2014 20:00 | Jamajka · Dawkins 13' · Mattocks 20' | 2 : 0(2:0)Raport | Haiti | Montego Bay Sports Complex, Montego Bay Sędzia: Joel Aguilar |
|                         |                                      |                  |       |                                                              |

## Faza Pucharowa

### Mecz o 3. miejsce
| 18 listopada 2014 17:00 | Kuba · Martínez 89' | 1 : 2(0:0)Raport | Haiti · 56' Jérôme · 86' Guerrier | Montego Bay Sports Complex, Montego Bay Sędzia: Roberto García Orozco |
|                         |                     |                  |                                   |                                                                       |

### Finał
| 18 listopada 2014 20:00                        | Trynidad i Tobago | 0 : 0 (po dogr.) k. 3:4                       | Jamajka | Montego Bay Sports Complex, Montego Bay Sędzia: Ricardo Cerdas |
|                                                |                   |                                               |         |                                                                |
|                                                |                   | Rzuty karne                                   |         |                                                                |
| K. Jones · Guerra · Molino · J. Jones · Hyland |                   | Taylor · McAnuff · Phillips · Seaton · Austin |         |                                                                |

## Strzelcy
3 gole
- Kervens Belfort
- Darren Mattocks
- Kevin Molino

2 gole
- Rihairo Meulens
- Gilles Fabien
- Gary Pigrée
- Wilde-Donald Guerrier
- Ariel Martínez
- Kenwyne Jones

1 gol
- Peter Byers
- yles Westona
- Gianluca Maria
- Gevaro Nepomuceno
- Rhudy Evens
- Prince Rajcomar
- Neki Adipi
- Jean-David Legrand
- Aliannis Urgellés
- Mickaël Solvi
- Jean Sony Alcénat
- Mechack Jérôme
- Rodolph Austin
- Simon Dawkins
- Kemar Lawrence
- Jorge Luis Corrales
- Orisbel Leiva
- Yasmany López
- Yoann Arquin
- Bédi Buval
- José-Thierry Goron
- Ataullah Guerra
- Lester Peltier

## Nagrody indywidualne
| Król strzelców                               | MVP            | Najlepszy bramkarz | Drużyna Fair Play |
| -------------------------------------------- | -------------- | ------------------ | ----------------- |
| Kervens Belfort Darren Mattocks Kevin Molino | Rodolph Austin | Andre Blake        | Haiti             |

Drużyna turnieju:
| Bramkarz    | Obrońcy                                             | Pomocnicy                                                  | Napastnicy                   |
| ----------- | --------------------------------------------------- | ---------------------------------------------------------- | ---------------------------- |
| Andre Blake | Kim Jaggy Jermaine Taylor Daneil Cyrus Alvas Powell | Jobi McAnuff Rodolph Austin Yénier Márquez Darren Mattocks | Kevin Molino Kervens Belfort |